# Dziura pod Raptawicą
Dziura pod Raptawicą (Dziura pod Raptawicką) – jaskinia w Dolinie Kościeliskiej w Tatrach Zachodnich. Ma trzy otwory wejściowe znajdujące się w zboczu zwanym Obłazkami poniżej Raptawickiej Turni na wysokości około 1099 metrów n.p.m. Wraz z Jaskinią Mysią jest częścią systemu Jaskinia Mysia – pod Raptawicą. Długość jaskini wynosi 85 metrów, a jej deniwelacja 2 metry.

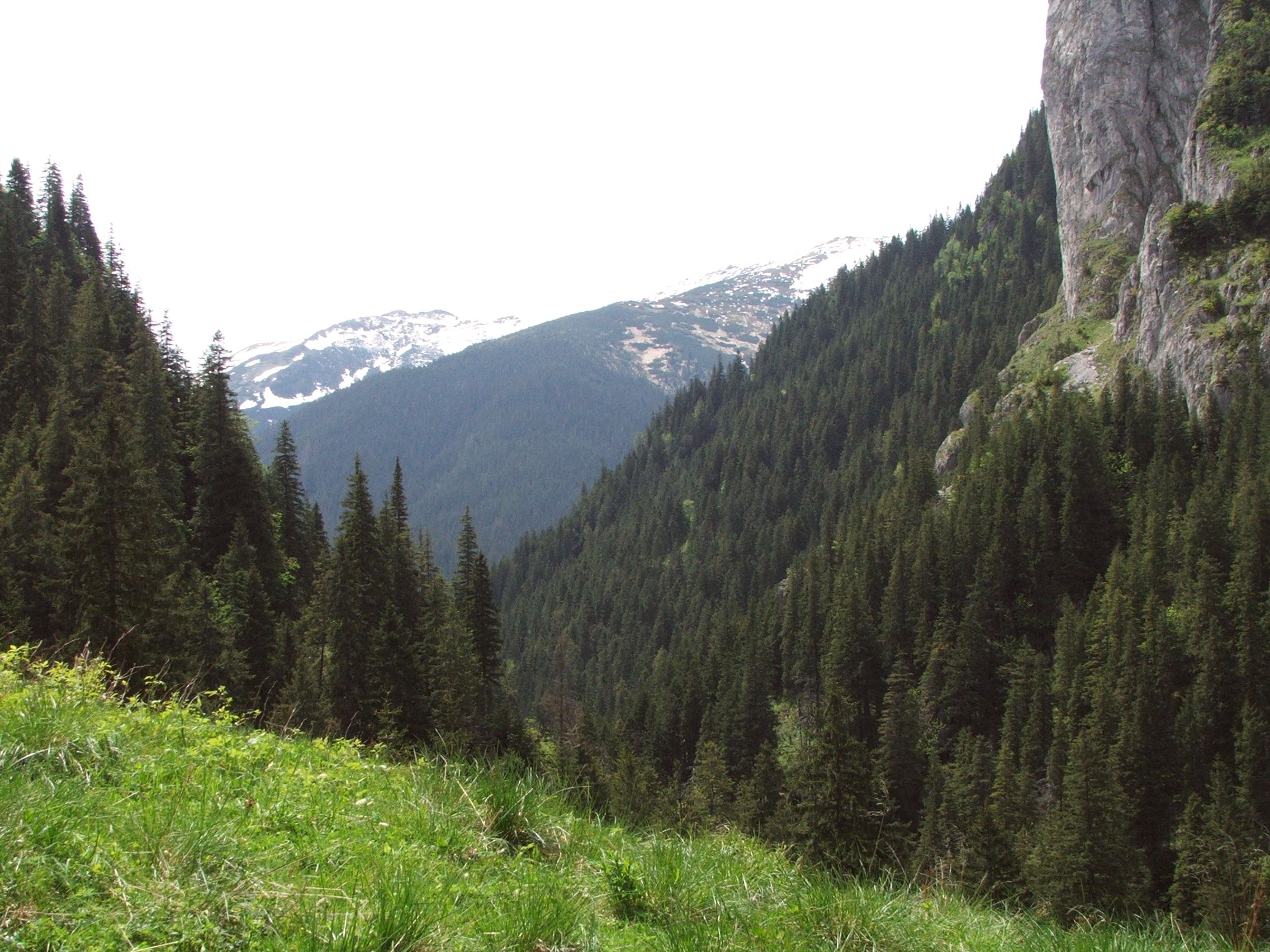
Polana Pisana. Po prawej Raptawicka Turnia

## Opis jaskini
Główną częścią jaskini jest 20-metrowy, prosty, ale ciasny korytarz, który na południowy zachód, prowadzi do niewielkiej salki, skąd na prawo idzie równoległy do głównego ciągu korytarz kończący się zawaliskiem, a na lewo korytarzyk prowadzący do połączenia z Jaskinią Mysią. W drugą stronę głównego ciągu dochodzi się do rozgałęzienia. Stąd idą dwa krótkie korytarze, prowadzące do otworów wejściowych. Aby dojść do głównego korytarza z trzeciego otworu trzeba pokonać ciasny, 5-metrowy korytarzyk. Dochodzi on do głównego korytarza niedaleko zawaliska. W jaskini znajduje się jeszcze jeden 7-metrowy ciąg, który odchodzi od głównego korytarza w jego połowie. 

## Przyroda
Ściany jaskini są mokre. Wewnątrz niej spotyka się mchy i porosty.

## Historia odkryć
Jaskinia była znana od dawna. Jan Gwalbert Pawlikowski w 1887 roku napisał, że w Raptawickiej Turni u dolnego końca znajdują się ujścia ciasnych jam, niezmiernie rozgałęzionych, ale nigdzie, dokąd wczołgać się można, większych pustek nie tworzących. 
We wrześniu i październiku 2015 roku Jakub Nowak, Sylwia Gołosz, Marcin Urban i Michał Pawlikowski odkryli nowe korytarze w Dziurze pod Raptawicą i znaleźli połączenie z Jaskinią Mysią.